# リタ・サンガッリ

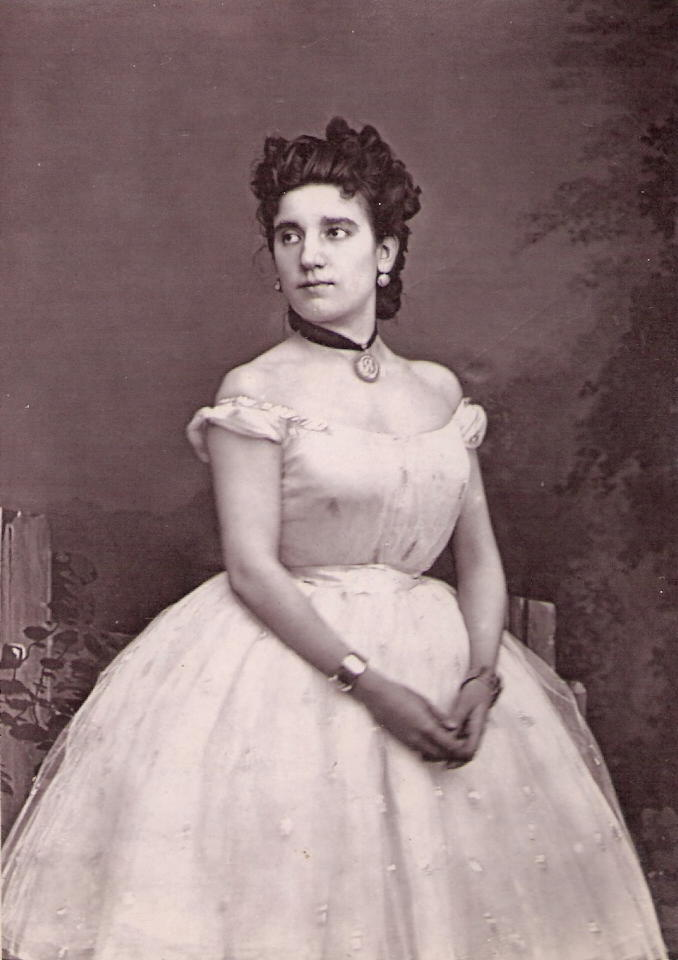
リタ・サンガッリ（1874年）

リタ・サンガッリ（Rita Sangalli、1849年8月20日 - 1909年11月3日）は、イタリアのバレエダンサーである。ミラノ・スカラ座のバレエ学校を卒業後にヨーロッパ各地やアメリカ合衆国などで舞台に出演し、1872年にパリ・オペラ座に初出演した。「イタリア派」と呼ばれる卓越した舞踊技巧のみならず表現力にも優れ、1870年代から1880年代前半のパリ・オペラ座を代表する人気ダンサーとなった。パリ・オペラ座では『シルヴィア』（ルイ・メラント振付、レオ・ドリーブ作曲、1876年）、『イエッダ』（ルイ・メラント振付、オリヴィエ・メトラ作曲、1879年）、『ナムーナ』（リュシアン・プティパ振付、エドゥアール・ラロ作曲、1882年）の初演で主演者を務めた。日本語ではしばしばサンガリとも表記される。

## 生涯
ミラノの生まれ。ミラノ・スカラ座のバレエ学校で学び、ポール・タリオーニ（マリー・タリオーニの実弟）振付の『フリックとフロックの冒険』（Flik and Flok）で1865年にスカラ座での舞台デビューを果たした。イタリア、オーストリア、イギリスなど各地で舞台に出演した後、1866年、16歳でアメリカ合衆国に渡った。
渡米後のサンガッリは、「大パリ・バレエ団」（Great Parisienne Ballet Troupe）に加入し、同じくミラノ出身のマリー・ボンファンティとともにプルミエール・ダンスーズを務めることになった。大パリ・バレエ団は、ニューヨークで『黒衣の盗賊』（en:The Black Crook）という作品に出演した。この作品は、人間の魂を毎年1人ずつ悪魔に捧げるという契約を結んだ通称を『黒衣の盗賊』というペテン師と、その犠牲になりかかる若い恋人たちの物語であった。『黒衣の盗賊』は純粋なバレエ作品ではなく、音楽・ダンス・演劇を取り混ぜた1大スペクタクル作品で上演には4時間半を費やしたという。この作品はニューヨークで16か月も続演するほどの大成功を収め、その後アメリカの各地を巡演した。サンガッリはこの作品で人気を博することになり、バレエの場面も好評であった。なお、『黒衣の盗賊』は後世の人から「アメリカ・ミュージカルの始祖」と言われるほどの重要な作品と評価され、アメリカの舞台芸術史上に大きな位置を占めている。
サンガッリはアメリカで4年にわたって舞台に出演した後、20歳のときにヨーロッパに戻った。1872年、当時22歳のサンガッリはレオ・ドリーブ作曲の『泉』でパリ・オペラ座に初出演した。当時のパリ・オペラ座には、レオンティーヌ・ボーグラン（Leontine Beaugrand、1842年4月26日 - 1925年5月27日）という生え抜きのダンサーがトップの地位にいた。彼女は幼いころからパリ・オペラ座のバレエ学校で学び、コール・ド・バレエから昇進して頂点に達した人物であった。ボーグランはジュゼッピーナ・ボツァッキの早逝後に『コッペリア』の再演でスワニルダを踊り演じ、スターとしての地位を確立した。ボーグランの舞踊スタイルはいわゆる「フランス派」といわれるもので、テクニックを誇示することなく端正に踊っていたため、技巧のひけらかしを嫌う一部のファンには好まれたが、多くの観衆にアピールするまでには至らなかったという。パリ・オペラ座でもサンガッリの華やかな踊りの妙技は観客に強い印象を与えて大成功を収め、ボーグランに代わっての人気ダンサーとしての地位を確立した。
サンガッリは聡明で多才な女性であったといい、歌手としても通用する美声と7か国語を話すことができる語学の才能を持ち合わせていた。1875年には、舞踊技術の教本『テルプシコレ』（Terpsichore）に序文を寄稿した。踊り手としても「イタリア派」と呼ばれる卓越した舞踊技巧と劇的な表現力の双方に優れ、「当代きっての美女の1人」と高い評価を受けた。ガルニエ宮が完成する直前に、パリ・オペラ座の総裁オリヴィエ・アランジエはサンガッリとともに舞台視察に訪れた。アランジエはガルニエ宮の広い舞台についてサンガッリに、「これなら十分だよね?」と問いかけた。それは以前サンガッリがアメリカで舞台に出演していたとき、ボストンで舞台の奥行きを見誤ってオーケストラボックスに転落した経験があったためだった。サンガッリはアランジエの問いかけには答えずに無言のままで舞台の最奥部まで行き、その地点からグラン・ジュテを3回跳んで舞台の前縁部に着いたという。
1875年1月5日、新しいオペラ座としてガルニエ宮が開場した。開場初日の主賓はフランス共和国第3代大統領のパトリス・ド・マクマオンで、その他にスペイン王アルフォンソ12世と前スペイン女王イサベル2世、そしてロンドン市長なども臨席した。当日の演目はオペラ『ポルティチの唖娘』序曲（ダニエル＝フランソワ＝エスプリ・オベール作曲）に始まり、『ユダヤの女』から第1幕と第2幕（ジャック・アレヴィ作曲）、『ギョーム・テル』序曲（ジョアキーノ・ロッシーニ作曲）、『ユグノー教徒』より「短剣の祝福」（ジャコモ・マイアベーア作曲）、そして最後にバレエ『泉』から第2幕という構成であった。サンガッリはここでもイタリア派の華麗な技巧を取り入れた踊りと演技を見せて、強い存在感を示した。
サンガッリはパリ・オペラ座を代表する人気ダンサーとしての地位を強固にし、パリ・オペラ座の運営陣は彼女のための新作を用意することになった。16世紀イタリアの詩人トルクァート・タッソによる牧歌劇『アミンタ』を原作とした『シルヴィア、またはディアヌのニンフ』（仏: Sylvia, ou La nymphe de Diane）で、ジュール・バルビエとレーナック男爵の共同台本、ルイ・メラント振付、作曲はレオ・ドリーブであった。サンガッリはタイトル・ロールのシルヴィア（狩りの女神ディアナに仕えるニンフ）を演じ、相手役のアミンタ（シルヴィアに恋する羊飼い）は振付者で当時46歳のメラントが自ら踊った。

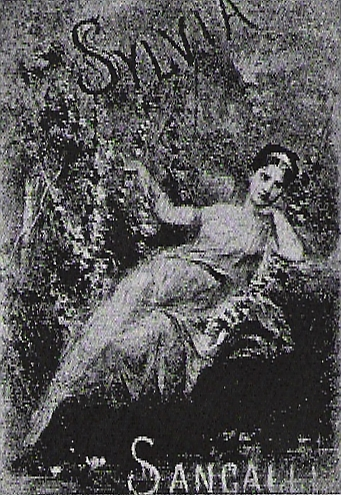
『シルヴィア』のでのリタ・サンガッリ（1876年）

『シルヴィア』は1876年6月14日に初演された。当時はバレエとオペラは抱き合わせでプログラムを組む慣例があったが、『シルヴィア』はこの慣例を破って単独での上演であった。しかし、『シルヴィア』はドリーブの優れた音楽にもかかわらず、台本は平板で面白みに欠けていた上にメラントの振付も才気のひらめきがなく、好評だったのはサンガッリの演技と踊りだけであった。それでもメラント振付の『シルヴィア』はパリ・オペラ座のレパートリーに残り、そこから外されたのは17年後の1893年になってからであった。 
1878年、パリ・オペラ座はロシタ・マウリ（1850年9月15日 - 1923年12月3日）というスペイン人のバレエダンサーと契約した。マウリはパリで有名なバレエ指導者ドミニク夫人に師事した後、バルセロナの歌劇場を経てミラノ・スカラ座の舞台に出演するようになった。スカラ座でマウリの舞台を観た作曲家のシャルル・グノーは、作曲中のオペラ『ポリュークト』（en:Polyeucte (opera)）に彼女を出演させたいと思い、パリ・オペラ座の総裁オリヴィエ・アランジエに推薦した。
マウリは舞踊の技巧ではサンガッリと遜色なく、表現力では自己主張の強いサンガッリに対して抑制のきいた流麗なスタイルを見せて凌駕していたという。マウリの登場は、サンガッリのパリ・オペラ座におけるトップスターの座を脅かすようになった。サンガッリの人気の翳りとマウリの人気急上昇を明白にしたのは、1879年に初演されたバレエ『イエッダ』（Yedda）であった。
『イエッダ』は想像上の古代日本を舞台としたバレエ作品で、ミカドの威光と宮廷の華やかな生活に憧れた村娘イエッダが、夜の精霊サクラダに与えられた命の木の枝によって一度は望みを叶えるものの、最後にはかつての許婚ノリもろとも自らの命まで失うという悲劇であった。初演者としての栄誉はサンガッリに与えられたが、翌年の再演ではマウリがタイトル・ロールを演じ踊り、2人の立場の逆転が明らかになった。サンガッリはその表現力を生かして最後の悲劇に至るイエッダの運命を印象深く演じたものの、ダンサーとしては既にマウリの方が上であった。
サンガッリとマウリの関係は険悪なものになり、2人はしばらくの間口をきくこともなかったという。その関係は、作曲家オベールの生誕100年記念公演『ポルティチの唖娘』（1882年）の舞台上においてひとまずの和解を見た。この作品中でサンガッリとマウリは嫉妬しあう間柄の女性を演じた。最初はお互いに罵倒しあっていたのに、やがて恨みを忘れて抱き合うという場面で、これは当時の観客にとっても感動的な光景であった。『ポルティチの唖娘』のこの場面によって、マウリのトップスターとしての優位は動かぬものとなった。
サンガッリの最後の出演作となったのは、『ポルティチの唖娘』と同年に初演されたエドゥアール・ラロ作曲の『ナムーナ』（リュシアン・プティパ振付、1882年）であった。作曲中にラロは過労で倒れたため、友人のグノーの手助けによってスコアを完成させた。ただし、『ナムーナ』の音楽の真価は初演時には全く理解されなかった上、タイトル・ロールのナムーナに配役されたサンガッリがラロの音楽を好まないために、仮病を使って舞台に出ないという噂が広まっていた。実際にこの時期のサンガッリは健康を害していて、病状は重かった。パリ・オペラ座の運営陣が代わりにマウリを踊らせると表明したところ、サンガッリはたとえ死んでも自分が踊ると主張した。結局サンガッリは、『ナムーナ』を最後に引退することになった。
1901年8月、サンガッリはかつて大パリ・バレエ団でともに踊ったマリー・ボンファンティと合同でニューヨークのメトロポリタンオペラ歌劇場（en:Metropolitan Opera House (39th St)）で公演を行った。サンガッリは裕福な貴族と結婚して平穏な生活を送り、1909年にイタリアで死去した。